# WikiHow
wikiHowはハウツー手引の豊富なデータベースを構成するウィキ型オンラインコミュニティである。 2005年にインターネット企業家Jack Herrickが設立し、世界中の誰もがあらゆる手順を学べる世界一のサイトを目指している。
営利企業で社会的使命の解決に挑む混合組織であり、 オープンソースソフトウェアおよびオープンコンテントプロジェクトで運営している。 独自に修正したMediaWikiソフトウェアは無料配信しており、 各記事はクリエイティブ・コモンズ（by-nc-sa)ライセンスで公開している。

## 運営
インターネット上の各記事は誰もが編集可能である。 2015年2月までに180,000記事が公開されており、大抵の内容には手順・秘訣・警告・及び参考画像が含まれる。
継続的な改善を目的として内容を加筆修正できるようにWikiを採用しており、初稿公開時に運営メンバーが協力して品質改善に努める。 各編集は更新巡回専門のボランティアが掲載基準に適合するか詳細に精査し、お試し投稿やヴァンダリズムなどの基準外内容を削除するなど改善している。
編集活動の中心地点であるコミュニティダッシュボードにはスペルチェッカー、記事内容の分類を行うカテゴライザー、基準外の記事を正規の書式に更新するクリーンアップグリーンハウスなどの機能が実装されている。
初期状態では新規作成記事は索引検索エンジンの索引対象外であり、文章が不鮮明で読めない状態であると通知され、新規記事応援機能により経験豊かな編集者の検閲修正が行われる。 基準を満たした「昇格」記事は閲覧が可能で索引対象となり、逆に基準外（著しく不正確や不完全な指示内容のほか、ジョーク、露骨な性描写、特定対象への憎悪を含むような削除方針対象）の「降格」記事は一覧から外される。

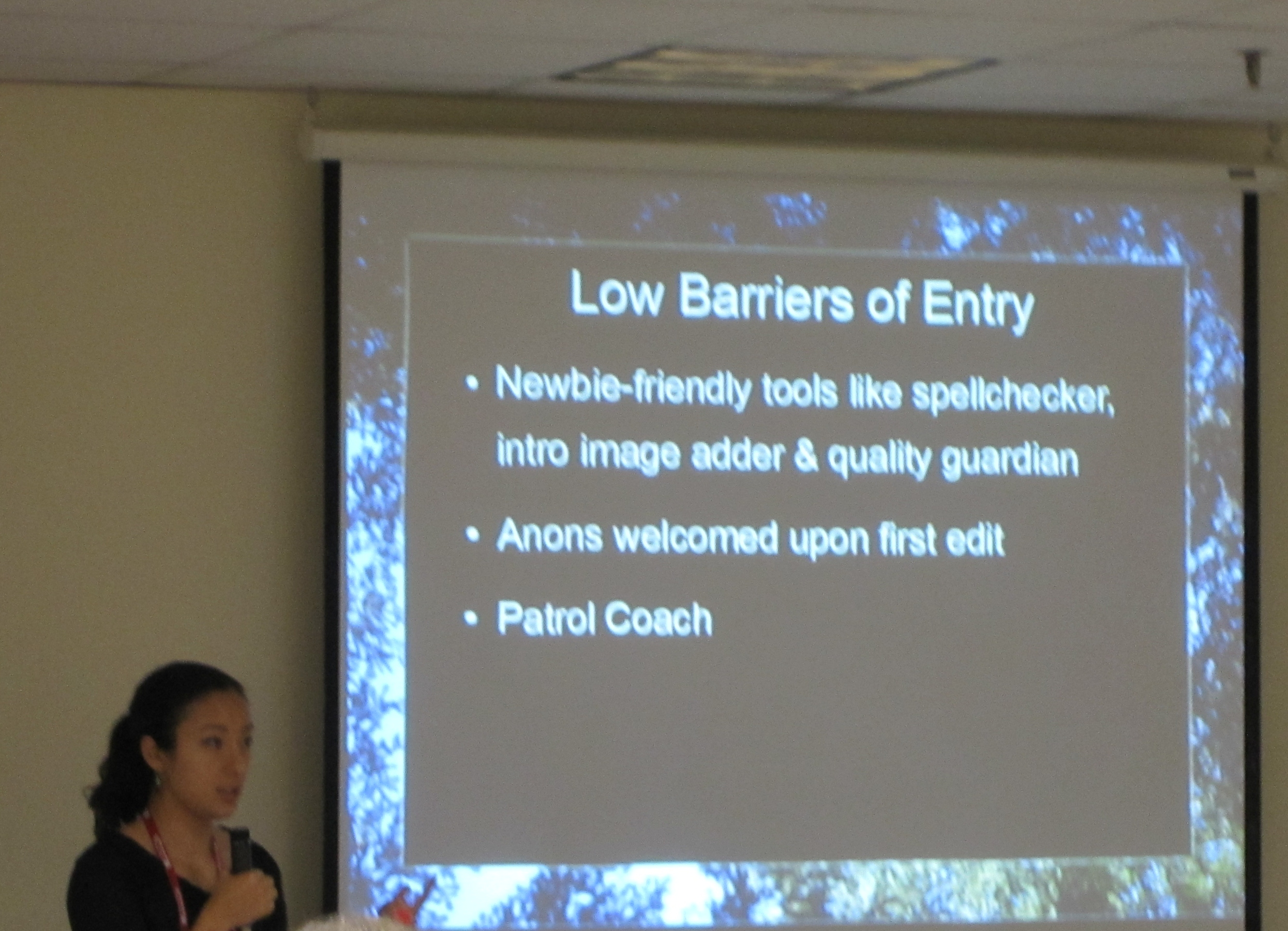
Wikimania2012での女性向けのwikiHowワークショップ。

多くのウィキ同様に登録は任意であり、記事の追加や編集機能は共通している。 児童オンラインプライバシー保護法（COPPA）に基づき、利用者は年齢制限を13歳以上に設定しアカウントを登録するよう求めている。 COPPAは定期的に施行され、未成年者の父母又は法定保護者の同意を得られた場合を除き、規定年齢外の利用者を制限している。 これまでに100万人以上がアカウント登録し、月間13,000人以上が編集している。 

## 経営戦略
サイトの初期開設費用のある程度はeHowからの融資で、現在は広告収入によりまかなっている。